# Kolejarz Stróże
Kolejarz Stróże – polski klub piłkarski z siedzibą w Stróżach (powiat nowosądecki). Powstały 2 sierpnia 1949 roku.

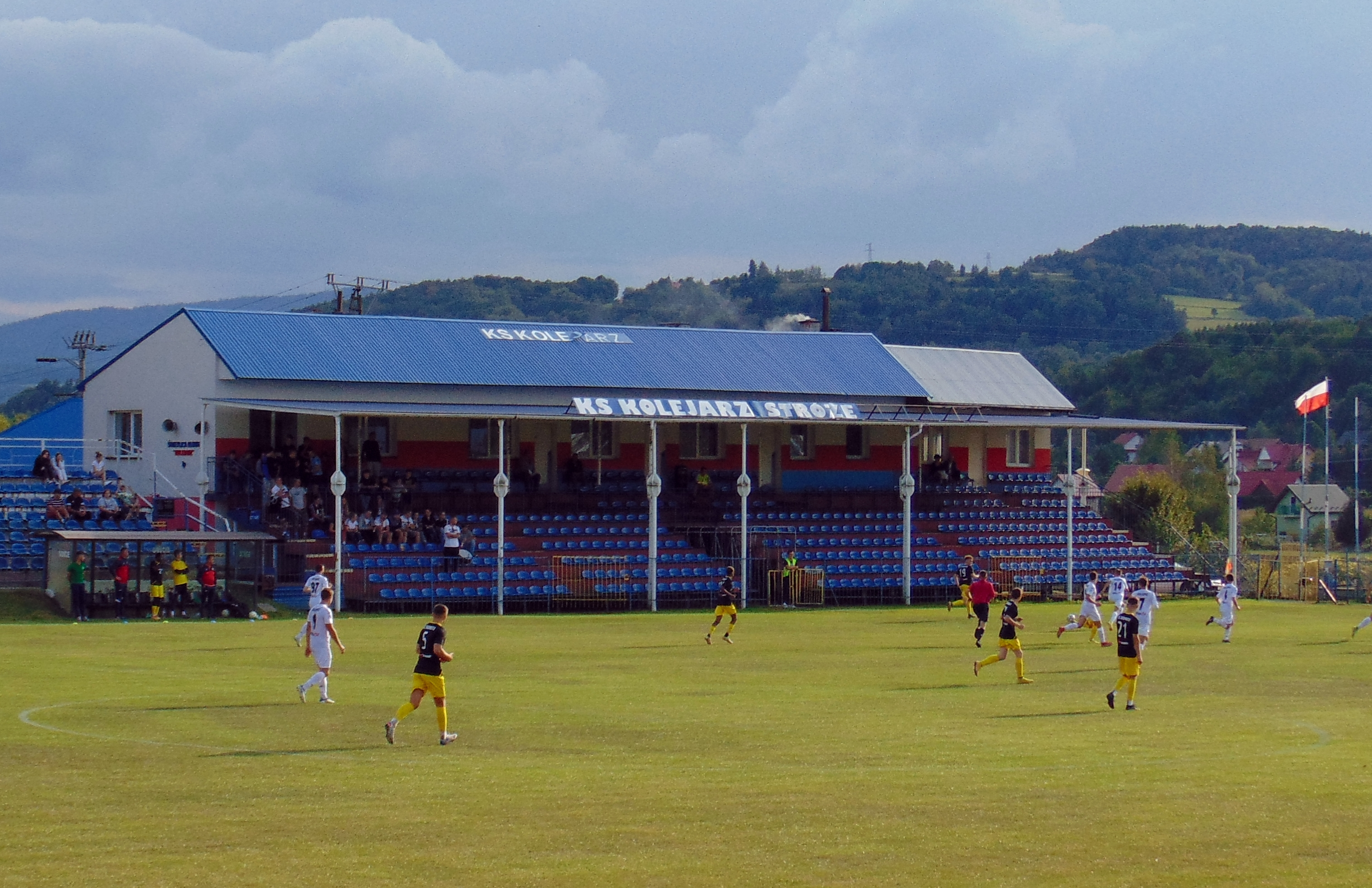
Budynek KS Kolejarz na stadionie w Stróżach

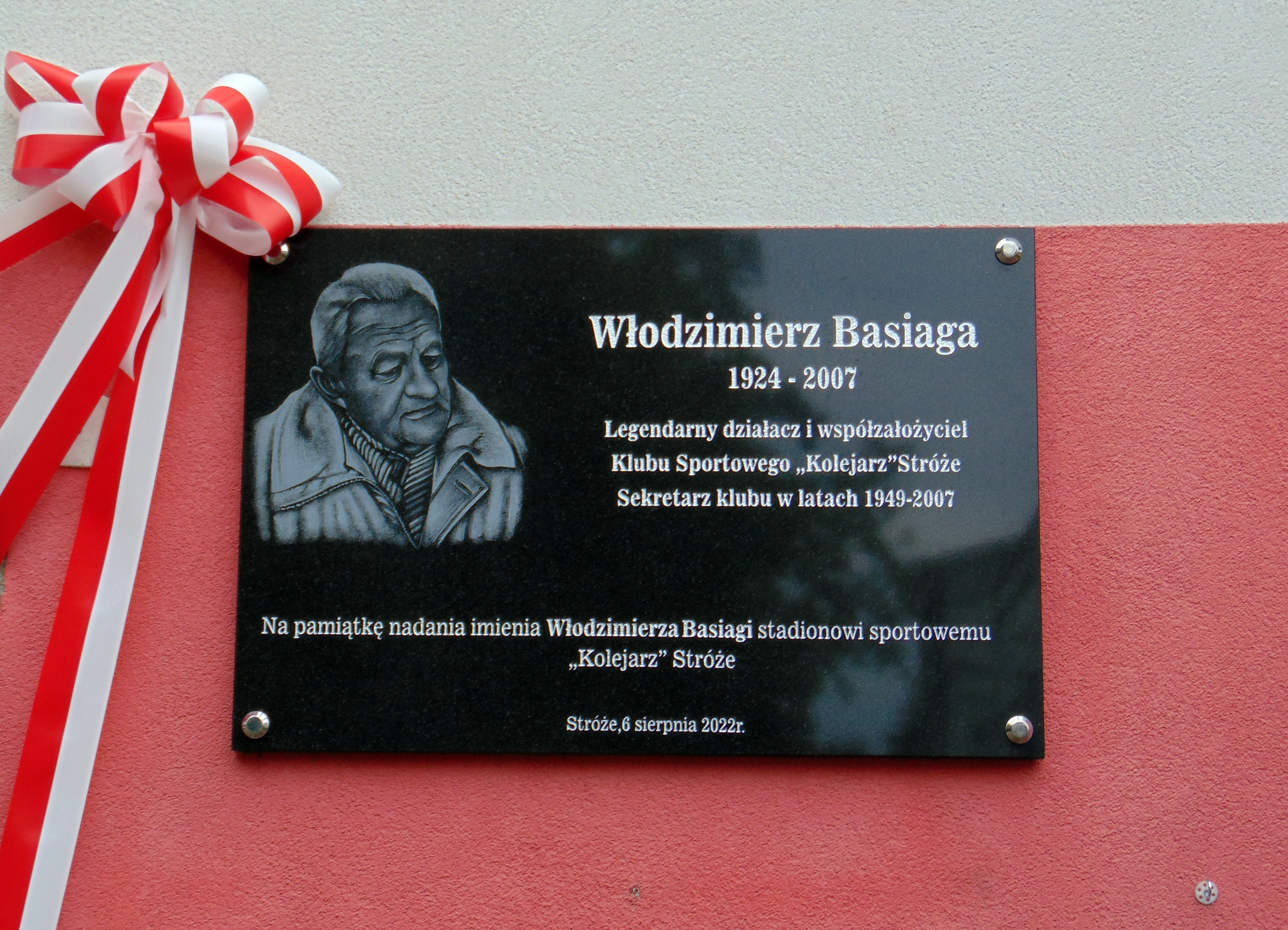
Tablica pamiątkowa – stadion im. Włodzimierza Basiagi

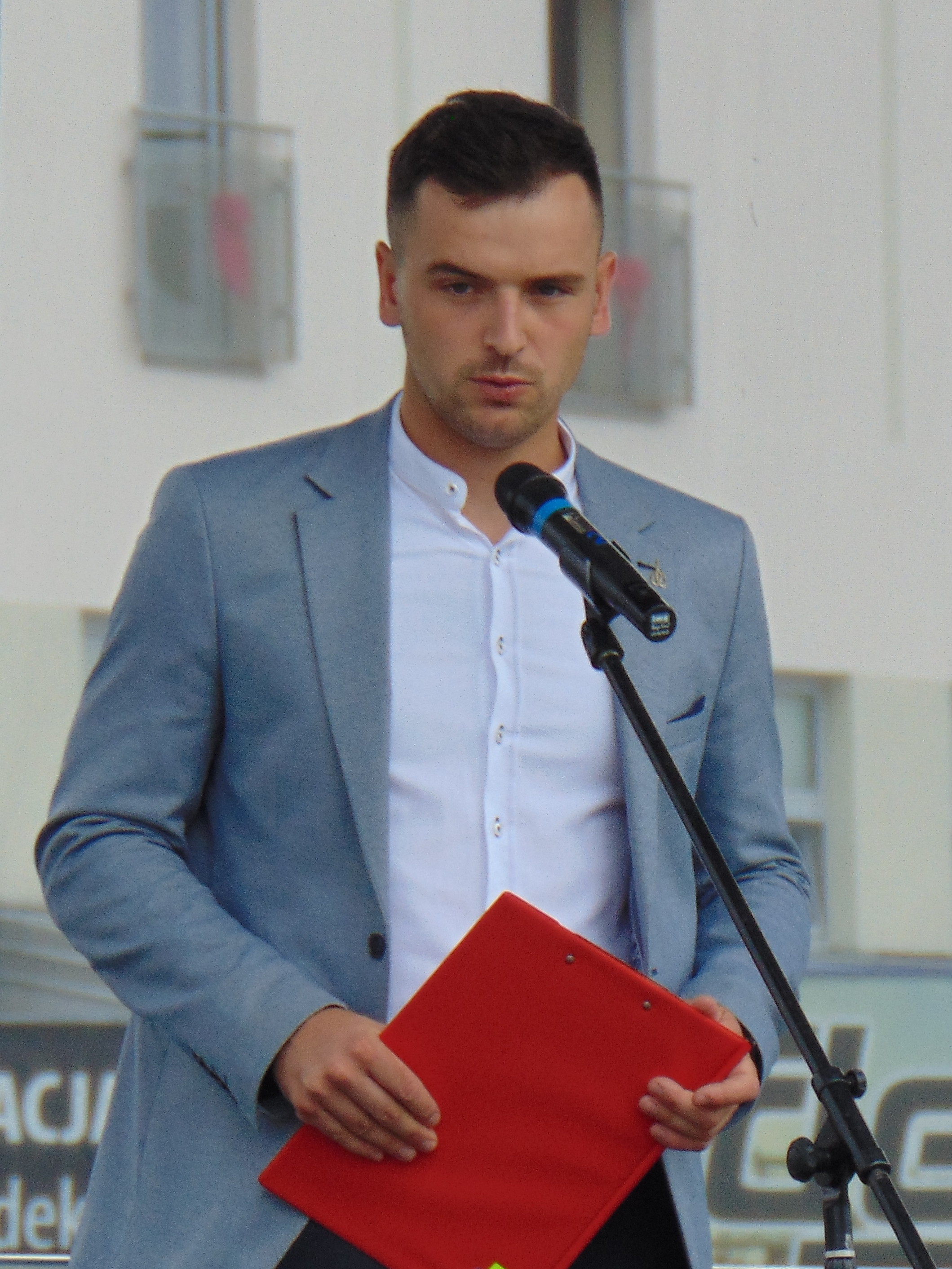
Obecny prezes (Kolejarz Stróże) – Mirosław Matusik

## Nazwy klubu
- 2 sierpnia 1949 – TKS (Terenowe Koło Sportowe) Kolejarz
- 1970 – KKS (Kolejowy Klub Sportowy) Kolejarz Stróże
- 1999 – KS Kolejarz Stróże
- 2005 – KS Kolejarz Stróże S.S.A
- 2006 – KS Kolejarz Stróże

## Sukcesy
- 2. miejsce w II lidze (III poziom) i awans do I ligi – 2009/10
- 2. miejsce w III lidze i zakwalifikowanie się do baraży o II ligę – 2006/07
- 3. miejsce w III lidze – 2007/08
- 7. miejsce w II lidze – 2008/09

## Klub w ligowych rozgrywkach
| Sezon     | Liga                              | Pozycja | Punkty | Bramki | Uwagi                                                                                |
| --------- | --------------------------------- | ------- | ------ | ------ | ------------------------------------------------------------------------------------ |
| 1998/99   | Liga okręgowa (grupa Nowy Sącz)   | 12      | 36     | 36:40  |                                                                                      |
| 1999/2000 | Liga okręgowa (grupa Nowy Sącz)   | 14      | 34     | 32:45  |                                                                                      |
| 2000/01   | Liga okręgowa (grupa Nowy Sącz)   | 11      | 36     | 47:60  |                                                                                      |
| 2001/02   | Liga okręgowa (grupa Nowy Sącz)   | 3       | 52     | 47:33  |                                                                                      |
| 2002/03   | Liga okręgowa (grupa Nowy Sącz)   | 1       | 66     | 67:26  | awans do IV ligi                                                                     |
| 2003/04   | IV liga (grupa małopolska)        | 2       | 79     | 73:20  |                                                                                      |
| 2004/05   | IV liga (grupa małopolska)        | 1       | 74     | 65:16  | awans do III ligi poprzez baraże z Garbarnią Kraków                                  |
| 2005/06   | III liga (grupa 4)                | 10      | 34     | 34:46  |                                                                                      |
| 2006/07   | III liga (grupa 4)                | 2       | 54     | 43:24  | przegrane baraże o awans ze Stalą Stalowa Wola                                       |
| 2007/08   | III liga (grupa 4)                | 3       | 56     | 44:31  | reorganizacja rozgrywek                                                              |
| 2008/09   | II liga (wschodnia)               | 7       | 55     | 52:37  |                                                                                      |
| 2009/10   | II liga (wschodnia)               | 2       | 61     | 53:35  | awans do I ligi                                                                      |
| 2010/11   | I liga                            | 12      | 38     | 30:43  |                                                                                      |
| 2011/12   | I liga                            | 4       | 57     | 40:34  |                                                                                      |
| 2012/13   | I liga                            | 11      | 50     | 47:45  |                                                                                      |
| 2013/14   | I liga                            | 11      | 44     | 36:38  | spadek do Klasy A z powodu nieotrzymania licencji na grę w I lidze w sezonie 2014/15 |
| 2014/15   | Klasa A (grupa Nowy Sącz)         | 2       | 68     | 85:40  |                                                                                      |
| 2015/16   | Klasa A (grupa Nowy Sącz)         | 1       | 75     | 123:27 | awans do Klasy okręgowej                                                             |
| 2016/17   | Liga Okręgowa (grupa Nowy Sącz)   | 4       | 55     | 72:53  |                                                                                      |
| 2017/18   | Liga Okręgowa (grupa Nowy Sącz)   | 7       | 43     | 61:62  |                                                                                      |
| 2018/19   | Liga Okręgowa (grupa Nowy Sącz)   | 9       | 38     | 77:81  |                                                                                      |
| 2019/20   | Liga Okręgowa (grupa Nowy Sącz I) | 10      | 17     | 31:32  | ze względu na pandemię koronawirusa rozgrywki przedwcześnie zakończone               |
| 2020/21   | Liga Okręgowa (grupa Nowy Sącz I) | 1       | 70     | 104:39 | awans do IV ligi                                                                     |
| 2021/22   | IV liga (grupa małopolska wschód) | 9       | 49     | 57-60  | spadek do V ligi                                                                     |
| 2022/23   | V liga (grupa małopolska wschód)  | 5       | 57     | 74-32  |                                                                                      |
| 2023/24   | V liga (grupa małopolska wschód)  | 8       | 46     | 53-42  |                                                                                      |
| 2024/25   | V liga (grupa małopolska wschód)  | 5       | 52     | 47-36  |                                                                                      |

| Oznaczenie kolorami |
| ------------------- |
| II poziom ligowy    |
| III poziom ligowy   |
| IV poziom ligowy    |
| V poziom ligowy     |
| VI poziom ligowy    |
| VII poziom ligowy   |

## Trenerzy od sezonu 2001/2002
- Andrzej Kuźma
- Arkadiusz Bałuszyński
- Stanisław Krok
- Krzysztof Łętocha
- Bogusław Szczecina
- Janusz Pawlik
- Dariusz Wójtowicz
- Mirosław Hajdo
- Wojciech Osyra
- Mirosław Hajdo
- Jarosław Araszkiewicz
- Jerzy Kowalik
- Marek Motyka
- Janusz Kubot
- Przemysław Cecherz
- Grzegorz Kuźma
- Marek Zagórski[2]
- Stanisław Szpyrka[3]
- Robert Święs[4]
- Ireneusz Gryboś[5]
- Piotr Pietruch[6][7]
- Robert Święs[7]
- Marek Zagórski[8]
- Walid Kandel(inne języki)[9]

## Prezesi klubu (od 1988)
- Antoni Poręba[10]
- Bolesław Dywan[11]
- Robert Święs[12]
- Ireneusz Gryboś[13]
- Mirosław Matusik (obecnie)[14]

## Obecny skład
stan na 26 lutego 2014
| Nr | Poz. | Piłkarz               |
| -- | ---- | --------------------- |
| 4  | PO   | Bartłomiej Smuczyński |
| 5  | OB   | Dawid Szufryn         |
| 7  | PO   | Marcin Stefanik       |
| 8  | PO   | Marcin Majchrzak      |
| 9  | NA   | Tomasz Chałas         |
| 10 | OB   | Krzysztof Markowski   |
| 11 | PO   | Łukasz Bocian         |
| 13 | OB   | Witold Cichy          |
| 14 | PO   | Marcin Adamek         |
| 15 | OB   | Michał Gryźlak        |
| 17 | NA   | Marcin Klatt          |
| 19 | PO   | Wojciech Trochim      |

| Nr | Poz. | Piłkarz              |
| -- | ---- | -------------------- |
| 21 | OB   | Dariusz Walęciak     |
| 22 | BR   | Łukasz Radliński     |
| 23 | PO   | Cheikh Tidiane Niane |
| 27 | PO   | Janusz Wolański      |
|    | BR   | Bartosz Damian       |
|    | PO   | Kamil Nitkiewicz     |
|    | PO   | Adam Giesa           |
|    | PO   | Sebastian Leszczak   |
|    | PO   | Paweł Leśniak        |
|    | NA   | Kamil Adamek         |
|    | BR   | Filip Błażejewski    |
|    | OB   | Mateusz Wilk         |